# Delphyre subapicalis
Delphyre subapicalis är en fjärilsart som beskrevs av Jones 1908. Delphyre subapicalis ingår i släktet Delphyre och familjen björnspinnare. Inga underarter finns listade i Catalogue of Life.